# ミスリニャ
ミスリニャ（Mislinja, ドイツ語：Mißling）は、スロベニアの市である。